# Правителство на Симеон Сакскобургготски
Правителството на Симеон Сакскобургготски е осемдесет и осмото правителство на Република България, назначено с Решение на Народното събрание от 24 юли 2001 г. Управлява страната до 17 август 2005 г., след което е наследено от правителството на Сергей Станишев.

## Предистория
При проведените на 17 юни 2001 г. редовни парламентарни избори за XXXIX НС управляващата дотогава партия ОДС получава 18,18% от вота на гласоподавателите, което осигурява на партията 51 депутатски места в Народното събрание. Почти половината от участвалите в гласуването (42,74% или 120 депутатски места) дават гласовете си за образуваното на 8 април 2001 г. Национално движение „Симеон Втори“. Поради отказа на Софийския градски съд и Върховния касационен съд да регистрират движението заради пропуски в документацията, последователите на Симеон Сакскобургготски участват в изборите, използвайки регистрацията на Партията на българските жени и Движението за национално възраждане „Оборище“. Движението за права и свободи (коалирало се с Евророма) получава 7,45%‚ или 21 депутатски места, а Коалиция за България – 17,15%‚ или 48 места в Народното събрание. Изборната победа на НДСВ е изненада за част от българските политици и социолози (някои го определят като наказателен вот срещу „сини и червени“). Тя обаче реално отразява настроенията на българското общество във връзка с икономическите и социалните проблеми при управлението на ОДС.
Непосредствено след изборите НДСВ започва преговори с основните политически сили за образуване на коалиционно правителство. Отказът на ОДС да участва в кабинета води до коалиране на НДСВ само с ДПС. В гласуваното от Народното събрание на 24 юли 2001 г. правителство влизат като независими и двама министри, подкрепени от БСП. Целта на Симеон Сакскобургготски е да осигури максимално мнозинство в Народното събрание, което да му гарантира провеждането на радикални реформи, включени в програмата на Движението и оцеляването на кабинета.
Новият кабинет идва на власт в условията на финансова стабилност на държавата, но и ниски доходи на по-голямата част от населението. Дългът към международните институции е 10 милиарда долара (плащания по 1,2 милиарда долара за 2002 г. и 2003 г.). Приблизителният дял на „сивата икономика“ се изчислява на около 30%, банковият сектор е стабилен, но с ниска печалба.
Основните приоритети на новото правителство в селското стопанство са приключване процеса на възстановяване собствеността върху земята и създаване на благоприятни условия за нейното уедряване. В края на мандата си предходното правителство е отчело, че 98% от земята са върнати на собствениците, но почти няма землище, в което да не се водят съдебни поземлени спорове. Над 40% от обработваемата площ в България пустеят. Едновременно с това се предвижда развитие на пазара на земя, увеличаване на износа на селскостопанска продукция и налагане на система за контрол върху качеството на хранителните продукти. България трябва да получава до 2007 г., по програмата „САПАРД“, ежегодно по 53 милиона лева от международни финансови институции за инвестиционни проекти, свързани със селскостопанското производство.

## Политика

### Външна политика
Във външната политика основни приоритети на новото правителство са интегриране на България в европейските структури, членство в НАТО и поддържане на тесни икономически и политически връзки с Република Турция, САЩ и Руската федерация, както и със страните от Европейската общност. На 21 ноември 2002 г. на срещата на високо равнище в Прага на държавните и правителствените ръководители на страните, членуващи в НАТО, е отправена официална покана към България за присъединяване към Алианса. През пролетта на 2003 г. Народното събрание взема решение за участие на български военни части в многонационалните сили за възстановяване на Ирак. На 29 март 2004 г. на церемония състояла се в министерството на финансите на САЩ, Република България и още шест източноевропейски държави са приети за пълноправни членове на НАТО. Договорът е ратифициран от Народното събрание на 31 март 2004 г.
Провеждат се и преговорите за асоцииране на страната в Европейския съюз. Република България не попада в групата на „десетте“ (Чехия, Словения, Словакия, Литва, Латвия, Естония, Полша, Унгария, Малта и Кипър), които се присъединяват към ЕС на 1 май 2004 г.‚ но до пролетта на 2005 г. покрива някои от основните критерии за членство. Затворени са всичките тридесет преговорни глави. На 25 април 2005 г. в Люксембург е подписан договор между представителите на Република България и ЕС. В него се определят както датата за присъединяването (1 януари 2007 г.) и финансовата помощ в размер на 3,6 милиарда евро за три години, така и реформите, които страната се задължава да осъществи през следващите месеци. Договорът от Люксембург е ратифициран от Народното събрание на 11 май 2005 г.

### Вътрешна политика
Успехите на правителството при разрешаване на вътрешнополитическите и икономическите проблеми се оценяват като незадоволителни. Не са решени проблемите, свързани с ефективната работа на съдебната система, на високото ниво на престъпност, корупцията и мощните корпоративни интереси. Финансовата и политическата стабилност в България водят до нарастване на чуждестранните инвестиции (над 2 милиарда евро през 2004 г.) и повишаване на кредитния ѝ рейтинг – лятото на 2005 г.
През 2005 г. икономиката има свободен достъп до капиталовите пазари, фискалният резерв се е увеличил от 2.2 милиарда лева през 2001 г. на 5 милиарда лева през 2005 година. И през четирите години на управлението на правителството на Симеон Сакскобургготски се отчита стабилен ръст на брутния вътрешен продукт (над 5% годишно), средногодишната инфлация е 3,5%. Увеличават се и вложенията от български фирми инвеститори. За 2004 г. те са в размер на 2 милиарда лева. Официалната статистика отчита намаляване на безработицата за четири години с над 6%‚ като в големите градове тя е между 3 и 5%. Народното събрание приема поредица закони за стимулиране на бизнеса, минималната работна заплата е увеличена на 150 лева, а средната работна заплата е 280 лева. Значителен е бюджетният излишък за 2003 г. и 2004 г.
Правителството осъществява голям брой приватизационни сделки и договори за концесии. Част от тях (продажбата на БТК, опитът за сключване на концесионен договор за магистрала „Тракия“, замяната на летище „Божурище“ и др.) поражда напрежение сред българското общество и недоверие към правителството. Кабинетът е обвинен от опозицията в занижаване на продажните цени, в липса на публичност при осъществяване на сделките и в неспазване на изискванията за конкурсното начало при продажбата на държавна собственост. Въпреки сравнително високите темпове на икономически растеж, в българската икономика се наблюдават и редица негативни тенденции. Салдото на външната търговия е отрицателно. През 2003 г. е изнесена продукция за 7 милиарда долара, а е осъществен внос за 9,3 милиарда долара. Износът за Русия е символичен. Продължава миграционната вълна от млади хора към държавите от Европейския съюз и САЩ. Нараства външният дълг на частните предприятия (3,3 милиарда евро) и банки (2‚1 милиарда евро).
Четиригодишният период на управление на правителството на Симеон Сакскобургготски е съпътстван и от значителни промени в политическия живот на страната. В началото на 2002 г. БСП оттегля подкрепата си за кабинета и се превръща в най-силната опозиционна партия. Тя печели президентските и местните избори. Въпреки че не участва в управлението, десницата не успява да излезе от кризата. Нейното разцепление води до рязко намаляване на влиянието ѝ в обществения живот на страната. Най-голям брой привърженици имат три десни политически формации – Съюз на демократичните сили, Съюз на свободните демократи и Демократи за силна България. Броят на политическите партии в България достига около 330, което недвусмислено говори за дълбока криза сред политическия елит.
През 2002 г. „царисти“ регистрират нова политическа формация. През 2004 г. от нея се отцепват последователите на политическото течение „Новото време“‚ които образуват нова партия и отделна парламентарна група. Въпреки разцеплението и опитите на опозицията да предизвика предсрочни парламентарни избори (шест неуспешни вота на недоверие в Народното събрание), НДСВ и ДПС успешно изкарват четиригодишния си мандат на управление.
През 2003 г. избухва яхтеният скандал. Вследствие на това, на 25 април главният секретар на МВР Бойко Борисов, а няколко месеца по-късно и финансовият министър Милен Велчев подават оставка, но и двете не са приети.

## Съставяне
Кабинетът, оглавен от Симеон Сакскобургготски, е образуван от политически дейци на Национално движение „Симеон Втори“, Движение за права и свободи и Българска социалистическа партия. Разпределението на министрите първоначално е в съотношение 16:2:2, но, след като вицепремиерът и министър на регионално развитие и благоустройство Костадин Паскалев от БСП подава оставка е заместен от Валентин Церовски от НДСВ и съотношението става 17:2:1.

### Кабинет
Сформира се от 16 министри и 1 председател:
| министерство                                                          | име | име                     | партия |
| --------------------------------------------------------------------- | --- | ----------------------- | ------ |
| министър-председател                                                  |     | Симеон Сакскобургготски | НДСВ   |
| заместник министър-председател, икономика                             |     | Николай Василев         | НДСВ   |
| заместник министър-председател, труд и социална политика              |     | Лидия Шулева            | НДСВ   |
| заместник министър-председател, регионално развитие и благоустройство |     | Костадин Паскалев       | БСП    |
| отбрана                                                               |     | Николай Свинаров        | НДСВ   |
| вътрешни работи                                                       |     | Георги Петканов         | НДСВ   |
| финанси                                                               |     | Милен Велчев            | НДСВ   |
| външни работи                                                         |     | Соломон Паси            | НДСВ   |
| правосъдие                                                            |     | Антон Станков           | НДСВ   |
| транспорт и съобщения                                                 |     | Пламен Петров           | НДСВ   |
| земеделие и гори                                                      |     | Мехмед Дикме            | ДПС    |
| образование и наука                                                   |     | Владимир Атанасов       | НДСВ   |
| здравеопазване                                                        |     | Божидар Финков          | НДСВ   |
| култура                                                               |     | Божидар Абрашев         | НДСВ   |
| околна среда и води                                                   |     | Долорес Арсенова        | НДСВ   |
| държавна администрация                                                |     | Димитър Калчев          | БСП    |
| министър без портфейл                                                 |     | Неждет Моллов           | ДПС    |

### Промени в кабинета

#### от 21 декември 2001
С Решение на XXXVIII обикновено народно събрание от 21 декември 2001 г. за промяна на структурата на Министерския съвет се създават следните ведомства:
- Министерство на енергетиката и енергийните ресурси чрез преобразуване на Държавната агенция за енергетика и енергийни ресурси.

| министерство                   | име | име           | партия |
| ------------------------------ | --- | ------------- | ------ |
| енергетика и енергийни ресурси |     | Милко Ковачев | НДСВ   |

#### от 29 май 2002
- Главният преговарящ на България с Европейския съюз Меглена Кунева получава ранг на министър без портфейл.

| министерство       | име | име            | партия |
| ------------------ | --- | -------------- | ------ |
| европейски въпроси |     | Меглена Кунева | НДСВ   |

#### от 11 октомври 2002
С Решение на XXXVIII обикновено народно събрание от 11 октомври 2002 г. за промяна на структурата на Министерския съвет се създават следните ведомства:
- Министерство на младежта и спорта чрез преобразуване на Държавната агенция за младежта и спорта.

| министерство   | име | име                   | партия |
| -------------- | --- | --------------------- | ------ |
| младеж и спорт |     | Васил Иванов - Лучано | НДСВ   |

#### от 18 декември 2002
- Остава незает освободеният от Костадин Паскалев пост на заместник министър-председател до заемането му по-късно от Пламен Панайотов.

| министерство                          | име | име               | партия |
| ------------------------------------- | --- | ----------------- | ------ |
| регионално развитие и благоустройство |     | Валентин Церовски | НДСВ   |

#### от 17 юли 2003
| министерство                                          | име | име               | партия |
| ----------------------------------------------------- | --- | ----------------- | ------ |
| заместник министър-председател, транспорт и съобщения |     | Николай Василев   | НДСВ   |
| заместник министър-председател, икономика             |     | Лидия Шулева      | НДСВ   |
| заместник министър-председател                        |     | Пламен Панайотов  | НДСВ   |
| труд и социална политика                              |     | Христина Христова | НДСВ   |
| здравеопазване                                        |     | Славчо Богоев     | НДСВ   |
| образование и наука                                   |     | Игор Дамянов      | НДСВ   |
| министър без портфейл                                 |     | Филиз Хюсменова   | ДПС    |

#### от 23 февруари 2005
В началото на февруари 2005 г. в политическия живот на България се разразява криза, поставяща под въпрос съществуването на правителството на Симеон Сакскобургготски малко преди изтичането на неговия мандат. След откъсването на групата на "Новото време“ от парламентарната група на НДСВ, правителството остава в малцинство. С оглед запазването на властовите позиции между НДСВ и ДПС, от една страна, и „Новото време“, от друга, е сключен коалиционен договор за управление на страната до края на мандата.
- Министерството на културата поема ресора на туризма от Министерството на икономиката и се преобразува в Министерство на културата и туризма (С Решение на XXXVIII обикновено народно събрание от 23 февруари 2005 г. за промяна на структурата на Министерския съвет). Остава незает освободеният от Лидия Шулева пост на заместник министър-председател.

| министерство                   | име | име                 | партия       |
| ------------------------------ | --- | ------------------- | ------------ |
| икономика                      |     | Милко Ковачев       | НДСВ         |
| земеделие и гори               |     | Нихат Кабил         | ДПС          |
| култура и туризъм              |     | Нина Чилова         | НДСВ         |
| енергетика и енергийни ресурси |     | Мирослав Севлиевски | Новото време |